# Sirogojno
Sirogojno (en serbe cyrillique : Сирогојно) est un village de Serbie situé dans la municipalité de Čajetina, district de Zlatibor. Au recensement de 2011, il comptait 634 habitants.

## Géographie

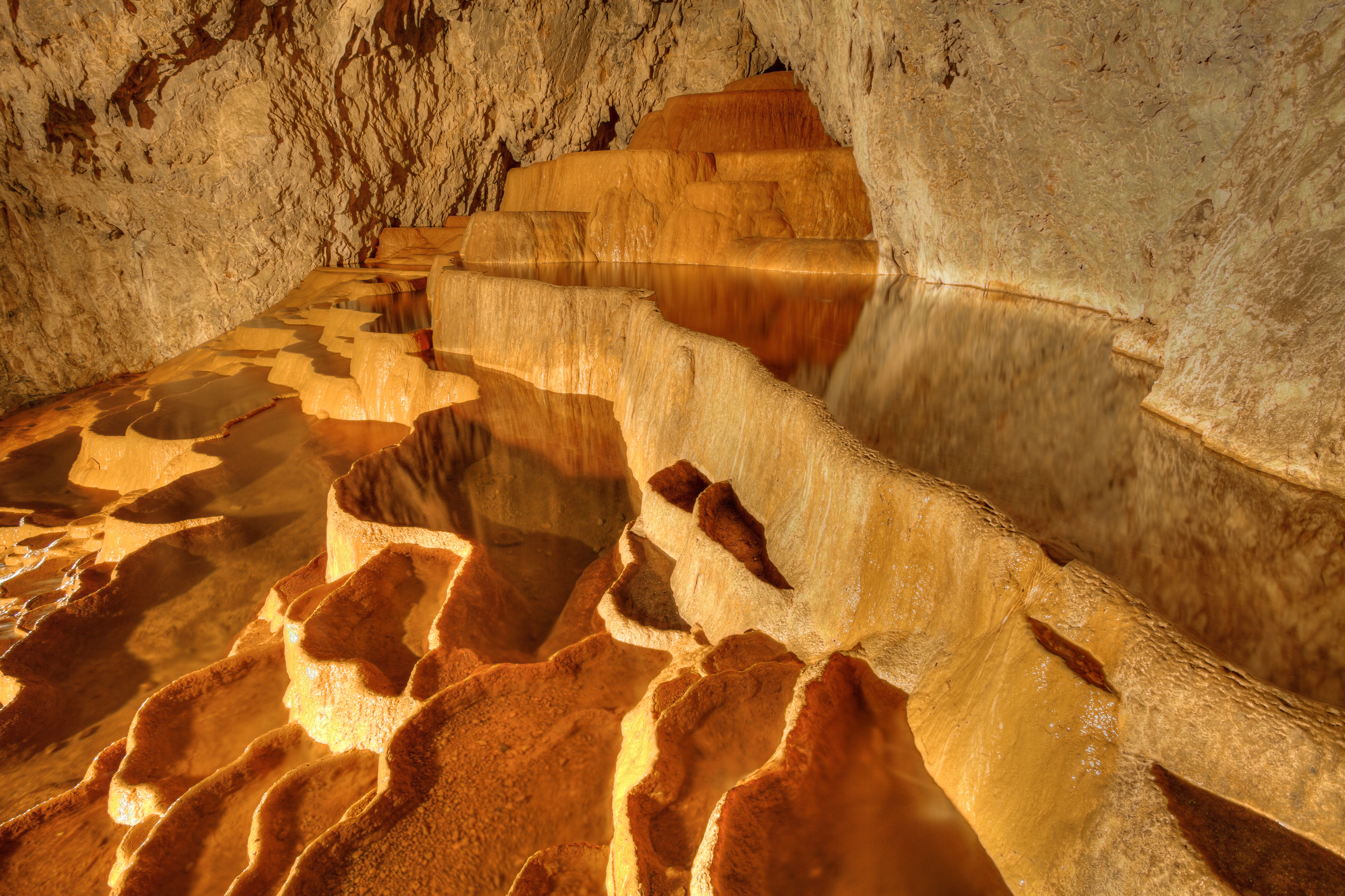
Stopića Cave, une grotte près de Sirogojno

Sirogojno est situé sur les monts Zlatibor, un massif qui fait partie de la chaîne des Alpes dinariques.

## Démographie

### Évolution historique de la population
| 1948  | 1953  | 1961  | 1971 | 1981 | 1991 | 2002 | 2011 |
| ----- | ----- | ----- | ---- | ---- | ---- | ---- | ---- |
| 1 055 | 1 129 | 1 099 | 962  | 890  | 844  | 763  | 634  |

|  |

## Éducation
L'école primaire Savo Jovanović de Sirogojno gère aussi des établissements à Rožanstvo, Ljubiš, Gostilje, Željine et Gornji Ljubiš.

## Tourisme

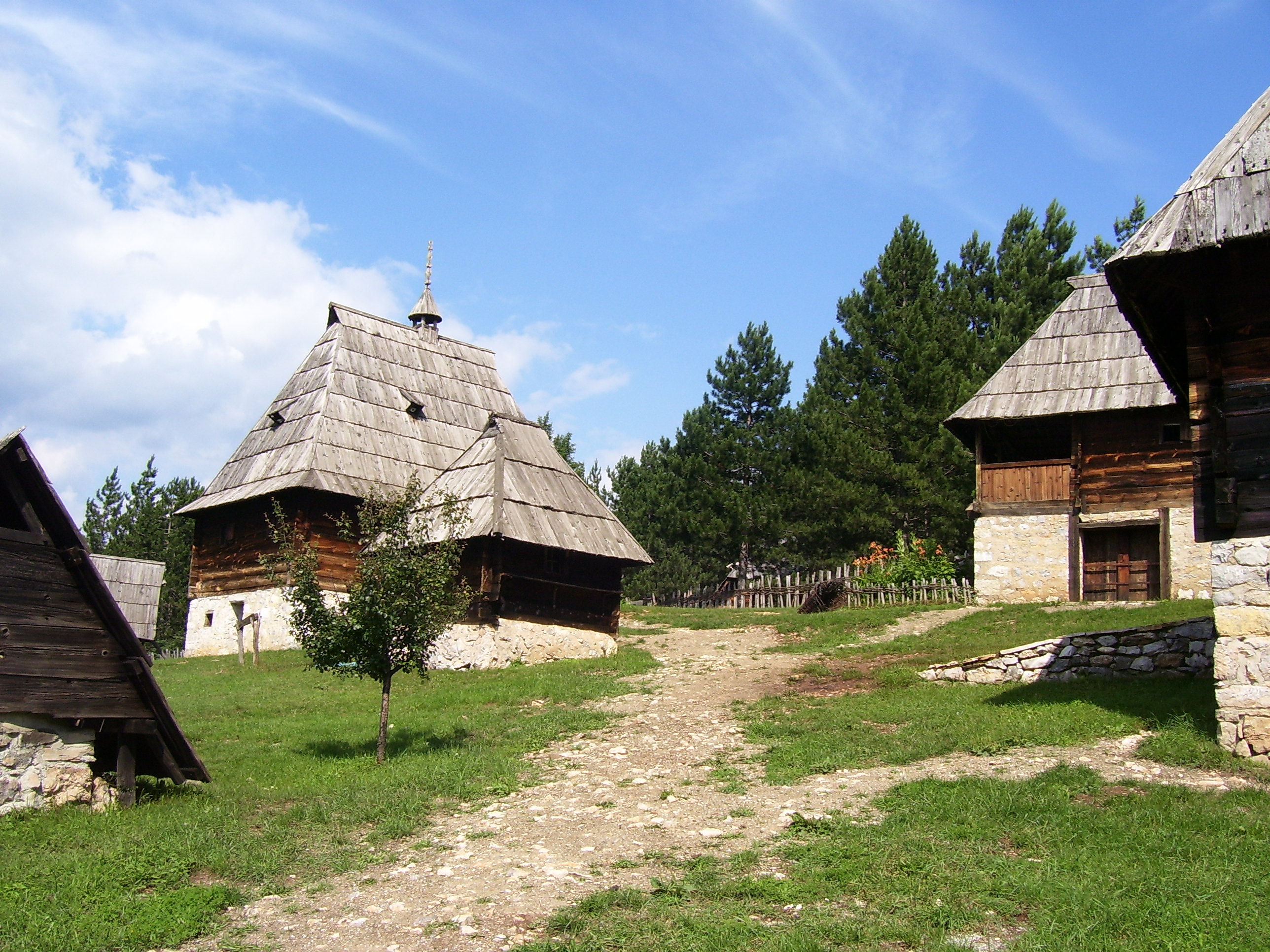
L'écomusée de Sirogojno

En 1992, un musée à ciel ouvert, appelé Staro selo (« le vieux village »), a été créé à Sirogojno, couvrant une superficie de 15 ha. Il s'organise autour de l'église Saint-Pierre-et-Saint-Paul, construite en 1764 ; cette église abrite des œuvres de Simeon Lazović peintes dans un style néo-byzantin. Il regroupe de nombreuses maisons en bois, caractéristiques de l'habitat traditionnel de la région de Zlatibor. Le musée s'est également donné comme mission de conserver et de présenter les métiers et les activités d'autrefois ; il abrite ainsi une boulangerie, une laiterie et une auberge, tels qu'elles étaient au XIXe siècle. On y propose toutes sortes d'activités traditionnelles, comme la poterie, le tricot, l'art de la mosaïque ou le dessin. La valeur historique de cet ensemble lui a valu d'être classé sur la liste des monuments culturels de Serbie.

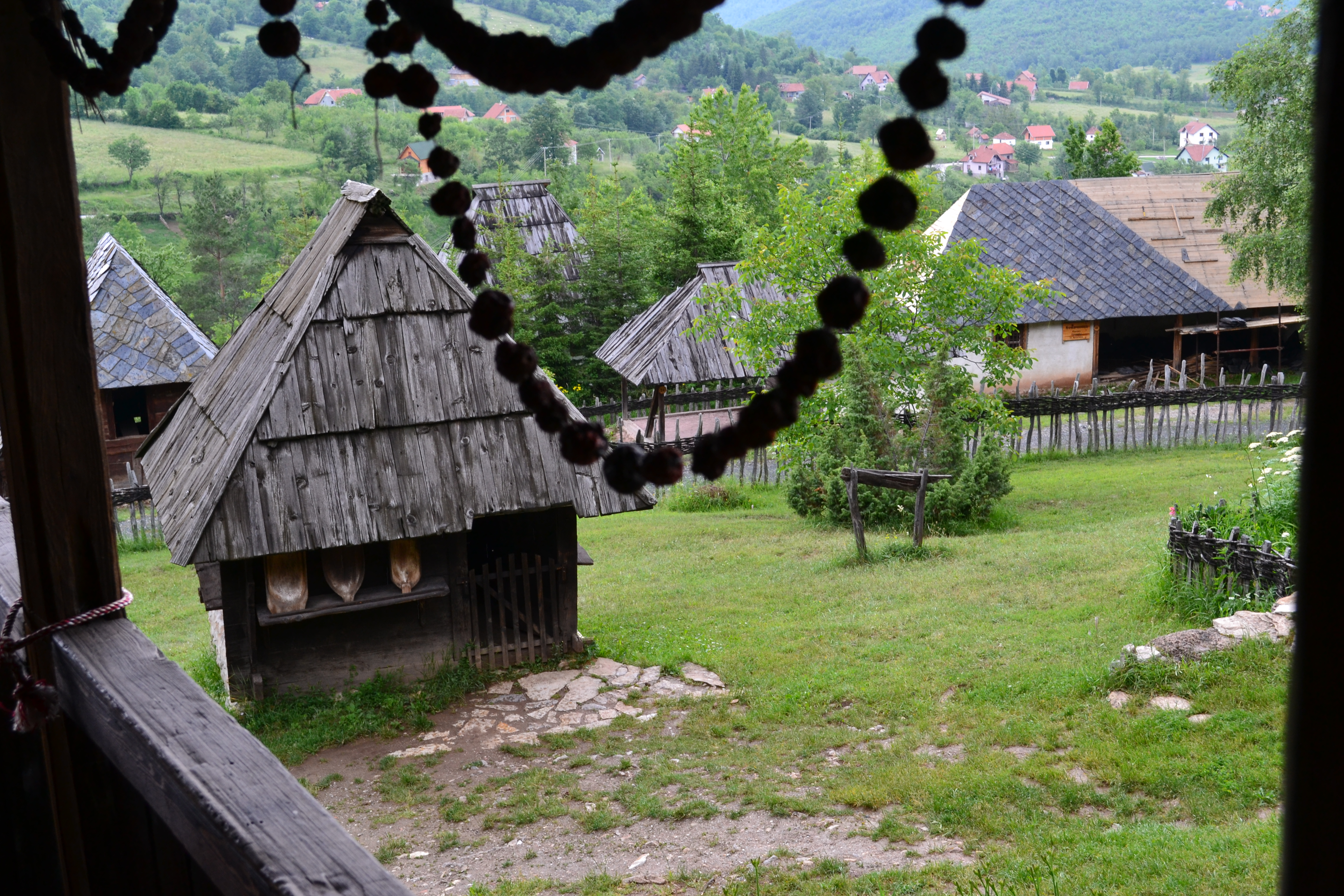
Autre vue du village

## Personnalité
Savo Jovanović (1926-1944) était un Partisan communiste qui a reçu le titre de héros national de la Yougoslavie ; né à Trnava, il a effectué ses études élémentaires à Sirogojno, ce qui lui a valu d'être surnommé Sirogojno.